# Gwyneth Paltrow
Gwyneth Kate Paltrow (AFI: [ˈpæltroʊ] PAL-troh; em hebraico: גווינת' קייט פלטרו; romaniz.: Gvineth Kait Platru; nascida é uma atriz, cantora e escritora norte-americana. Ela recebeu vários prêmios por seu trabalho no cinema e na televisão, incluindo um Oscar, um Globo de Ouro e um Emmy Award. 
Paltrow ganhou destaque por seu trabalho inicial em filmes como Se7en - Os Sete Crimes Capitais (1995), Emma (1996), De Caso com o Acaso (1998) e Um Crime Perfeito (1998). Mas recebeu aclamação por sua atuação como Viola de Lesseps em Shakespeare Apaixonado (1998), ganhando vários prêmios, incluindo o Oscar de melhor atriz. Seus papéis seguintes foram em O Talentoso Ripley (1999), Os Excêntricos Tenenbaums (2001), O Amor É Cego (2001) e Capitão Sky e o Mundo de Amanhã (2004).
Depois de se tornar mãe, Paltrow reduziu significativamente sua carreira no cinema. Ela fez aparições ocasionais em alguns filmes, como A Prova (2005), pelo qual ganhou uma indicação ao Globo de Ouro de melhor atriz em filme dramático. Em 2009, recebeu uma indicação ao Grammy de melhor álbum falado para crianças pelo audiobook Brown Bear and Friends. Ela ganhou um Emmy de melhor atriz convidada numa série de comédia por seu papel como Holly Holliday na série musical Glee em 2011. De 2008 a 2019, Paltrow interpretou Pepper Potts no universo cinematográfico da Marvel.
Desde 1995, ela é o rosto do perfume Pleasures da Estée Lauder. Ela também é garota-propaganda da marca de moda americana Coach, dona de uma empresa de estilo de vida, Goop, e autora de vários livros de receitas. Paltrow recebeu críticas da comunidade científica e de profissionais de saúde por promover tratamentos não comprovados baseados na pseudociência por meio de sua empresa Goop.

## Biografia
Filha do diretor Bruce Paltrow e da atriz Blythe Danner e prima da atriz Katherine Moennig, estreou no cinema fazendo parte do filme Hook (1991), de Steven Spielberg. Seu Oscar de Melhor Atriz veio em 1998, pelo filme Shakespeare in Love (br: Shakespeare Apaixonado).
Seu pai descende de uma família de judeus asquenazes que emigrou da Polônia e de Belarus. A mãe de Gwyneth é americana, descendente de alemães da Pensilvânia e mais remotamente de ingleses e irlandeses que viveram em Barbados. Ela foi criada comemorando "feriados judaicos e cristãos".
Teve um namoro muito comentado pela mídia com o ator Brad Pitt. Chegaram a ficar noivos, tendo se conhecido nas gravações do filme Seven. O namoro foi de 1995 a 1997. Já namorou Ben Affleck, Luke Wilson, Chris Heinz, e Robert Sean Leonard.
Gwyneth se casou em 5 de dezembro de 2003 com Chris Martin, vocalista da banda de rock inglesa Coldplay, com quem tem dois filhos: Apple Blythe Alison Martin (nascida em 14 de maio de 2004 (21 anos) e Moses Bruce Paltrow Martin (nascido em 8 de abril de 2006 (19 anos). Em 25 de março de 2014 o casal anunciou sua separação.
Em 30 de março de 2023, ela foi inocentada em um julgamento nos Estados Unidos em que era acusada de causar um acidente de esqui, sofrido por um optometrista aposentado em um complexo hoteleiro em 2016.

## Filmografia

### Cinema
| Ano  | Título                                | Papel                                     | Notas          |
| ---- | ------------------------------------- | ----------------------------------------- | -------------- |
| 1991 | Shout                                 | Rebecca                                   |                |
| 1991 | Hook                                  | Wendy jovem                               |                |
| 1993 | Malice                                | Paula Bell                                |                |
| 1993 | Flesh and Bone                        | Ginnie                                    |                |
| 1994 | Mrs. Parker and the Vicious Circle    | Paula Hunt                                |                |
| 1995 | Higher Learning                       | Aluna                                     |                |
| 1995 | Jefferson in Paris                    | Patsy Jefferson                           |                |
| 1995 | Se7en                                 | Tracy                                     |                |
| 1995 | Moonlight and Valentino               | Lucy Trager                               |                |
| 1996 | Sydney                                | Clementine                                |                |
| 1996 | The Pallbearer                        | Julie DeMarco                             |                |
| 1996 | Emma                                  | Emma Woodhouse                            |                |
| 1998 | A Perfect Murder                      | Emily Bradford Taylor                     |                |
| 1998 | Sliding Doors                         | Helen                                     |                |
| 1998 | Great Expectations                    | Estella                                   |                |
| 1998 | Hush                                  | Helen Baring                              |                |
| 1998 | Shakespeare in Love                   | Viola De Lesseps                          |                |
| 1999 | Dogma                                 | Mulher no aeroporto                       |                |
| 1999 | The Talented Mr. Ripley               | Marge Sherwood                            |                |
| 2000 | The Intern                            | Ela mesma                                 |                |
| 2000 | Duets                                 | Liv                                       |                |
| 2000 | Bounce                                | Abby Janello                              |                |
| 2001 | The Anniversary Party                 | Skye Davidson                             |                |
| 2001 | The Royal Tenenbaums                  | Margot Tenenbaum                          |                |
| 2001 | Shallow Hal                           | Rosemary                                  |                |
| 2002 | Austin Powers in Goldmember           | Ela mesma / Dixie Normous ('Austinpussy') |                |
| 2002 | Possession                            | Maud Bailey                               |                |
| 2003 | View from the Top                     | Donna Jensen                              |                |
| 2003 | Sylvia                                | Sylvia Plath                              |                |
| 2004 | Sky Captain and the World of Tomorrow | Polly Perkins                             |                |
| 2005 | Proof                                 | Catherine                                 |                |
| 2006 | Infamous                              | Kitty Dean                                |                |
| 2006 | Love and Other Disasters              | Hollywood Jacks                           |                |
| 2006 | Running with Scissors                 | Hope Finch                                |                |
| 2007 | The Good Night                        | Dora Shaller                              |                |
| 2008 | Iron Man                              | Pepper Potts                              |                |
| 2008 | Two Lovers                            | Michelle Rausch                           |                |
| 2008 | Pashmy Dream                          | Ela mesma                                 | Curta-metragem |
| 2010 | Iron Man 2                            | Pepper Potts                              |                |
| 2010 | Country Strong                        | Kelly Canter                              |                |
| 2011 | Contagion                             | Betty Emhoff                              |                |
| 2012 | The Avengers                          | Pepper Potts                              |                |
| 2012 | Thanks for Sharing                    | Phoebe                                    |                |
| 2013 | Iron Man 3                            | Pepper Potts                              |                |
| 2015 | Mortdecai                             | Johanna                                   |                |
| 2017 | Spider-Man: Homecoming                | Pepper Potts                              |                |
| 2018 | Avengers: Infinity War                | Pepper Potts                              |                |
| 2019 | Avengers: Endgame                     | Pepper Potts                              |                |
| 2022 | She Said                              | Ela mesma (voz)                           |                |
| 2025 | Miracle on 74th Street                |                                           |                |
| 2025 | Marty Supreme                         |                                           |                |

### Televisão
| Ano       | Título                  | Papel                              | Notas |
| --------- | ----------------------- | ---------------------------------- | --- |
| 1992      | Cruel Doubt             | Angela Pritchard                   | 2 episódios |
| 1993      | Deadly Relations        | Carol Ann Fagot Applegarth Holland | Telefilme |
| 1997      | Thomas Jefferson        | Neta de Jefferson                  | 2 episódios |
| 2000      | Clerks                  | Ela mesma                          | Episódio: "The Clipshow Wherein Dante and Randal Are Locked in the Freezer and Remember Some of the Great Moments in Their Lives" |
| 2001      | Gary & Mike             | Ela mesma                          | Episódio: "The Scene" |
| 2010-2014 | Glee                    | Holly Holliday                     | 5 episódios |
| 2012      | The New Normal          | Abby                               | Episódio: "Pilot" |
| 2014      | Web Therapy             | Maya Ganesh                        | 2 episódios |
| 2016      | Nightcap                | Ela mesma                          | Episódio: "A-List Thief" |
| 2019-2020 | The Politician          | Georgina Hobart                    | 15 episódios |
| 2023      | American Horror Stories | Daphne (voz)                       | Episódio: "Daphne" |

## Prêmios e indicações

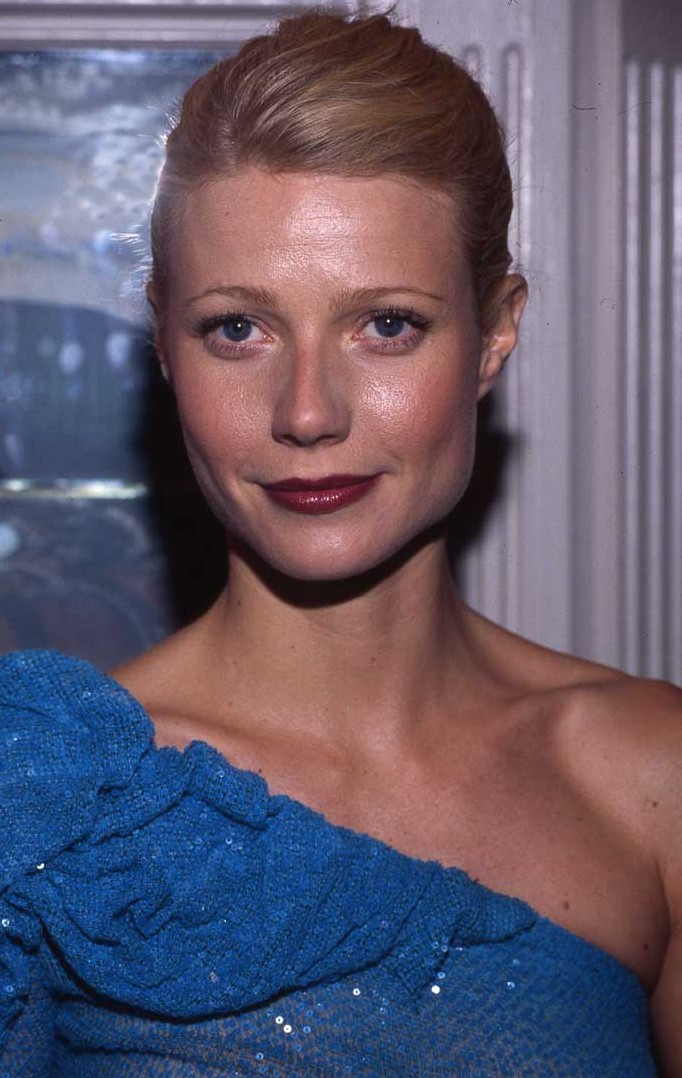
Gwyneth no Toronto International Film Festival em 2000.

| Oscar            | Oscar                                                       | Oscar               | Oscar     |
| Ano              | Categoria                                                   | Filme               | Resultado |
| ---------------- | ----------------------------------------------------------- | ------------------- | --------- |
| 1999             | Oscar de melhor atriz                                       | Shakespeare in Love | Venceu    |
| Emmy Awards      |                                                             |                     |           |
| Ano              | Categoria                                                   | Série               | Resultado |
| 2011             | Melhor Atriz Convidada em Série de Comédia                  | Glee                | Venceu    |
| Globo de Ouro    |                                                             |                     |           |
| Ano              | Categoria                                                   | Filme               | Resultado |
| 1999             | Globo de Ouro de melhor atriz (comédia ou musical)          | Shakespeare in Love | Venceu    |
| 2005             | Globo de Ouro de melhor atriz em cinema (drama)             | Proof               | Indicado  |
| SAG Award        |                                                             |                     |           |
| Ano              | Categoria                                                   | Filme               | Resultado |
| 1998             | Prêmio SAG de melhor atriz (principal) em cinema            | Shakespeare in Love | Venceu    |
| BAFTA            |                                                             |                     |           |
| Ano              | Categoria                                                   | Filme               | Resultado |
| 1999             | BAFTA de Melhor Atriz                                       | Shakespeare in Love | Indicado  |
| Satellite Awards |                                                             |                     |           |
| Ano              | Categoria                                                   | Filme               | Resultado |
| 1996             | Prêmio Satellite de melhor atriz - filme musical ou comédia | Emma                | Venceu    |
| MTV Movie Awards |                                                             |                     |           |
| Ano              | Categoria                                                   | Filme               | Resultado |
| 1999             | MTV Movie Awards de Melhor Atriz                            | Shakespeare in Love | Indicado  |
| 2000             | MTV Movie Awards de Melhor Beijo                            | Shakespeare in Love | Venceu    |